# Да се давиш в цифри
„Да се давиш в цифри“ (на английски: Drowning by Numbers) е британско-нидерландски филм от 1988 година, трагикомедия на режисьора Питър Грийнауей по негов собствен сценарий.
В центъра на сюжета е възрастна жена и нейните дъщеря и племенница, които последователно удавят своите съпрузи, ангажирайки като техен съучастник местния съдебен лекар. Главните роли се изпълняват от Джоан Плоурайт, Джулиет Стивънсън, Джоъли Ричардсън, Бърнард Хил, Джейсън Едуардс.
„Да се давиш в цифри“ е номиниран за наградата „Златна палма“.